# Diego Puerta
Diego Puerta Dianez (Sevilla, 28 de mayo de 1941-Camas, provincia de Sevilla, 30 de noviembre de 2011), fue un torero y ganadero español.

## Biografía
Amante del estilo de Pepe Luis Vázquez, desde la adolescencia se inclinó al mundo taurino. Su debut tuvo lugar en Aracena el 16 de septiembre de 1955. La primera ocasión que toreó en la Real Maestranza de Sevilla fue en 1957, debutó como novillero en Las Ventas en 1958. Ese mismo 1958 tomó la alternativa como torero en Sevilla, teniendo como padrino a Luis Miguel Dominguín.
Entre 1960 y 1974, año en que se retiró, toreó más de 300 corridas. A lo largo de su carrera sufrió más de 50 cornadas, cuatro de ellas graves: el 21 de abril de 1963 en Barcelona; en 1972, una en Jerez de la Frontera y otra en Zaragoza y la última en 1974, también en Zaragoza, tres días antes de cortarse la coleta.
A los tres años de tomar la alternativa formó la ganadería que lleva su nombre.
El torero falleció la madrugada del 30 de noviembre de 2011 en su residencia del municipio sevillano de Camas (España) a causa de un fallo multiorgánico producto de percances de su carrera y enfermedades que había padecido con anterioridad.